# Elementartaktik
Gefechtsdienst wird auch als Elementartaktik oder reine Taktik als Teilbereich der Militärtaktik bezeichnet, der sich mit den grundlegenden Anordnungen für Kampfweise, Truppenaufstellung und -bewegung befasst und gewöhnlich in Vorschriften festgelegt ist. In der Regelung zum Gefechtsdienst wird vor allem die Lösung der Frage gesucht, wie Truppen am zweckmäßigsten zu verwenden sind. Der Begriff findet sich nahezu ausschließlich in geschichtswissenschaftlichen Texten, die sich mit Militärgeschichte befassen, obwohl die Elementartaktik in heutigen Streitkräften immer noch ihren Platz hat.
Zur Elementartaktik zählen vor allem:
- Eigenarten und Wirkungsweisen der Truppengattungen (Einsatzgrundsätze)
- Grundgliederung des Heeres in Truppenteile unterschiedlicher Größe
- Antrete- und Aufstellungsformen der Truppe (z. B. Linie, Terzio)
- Festlegung der Plätze von militärischen Führern oder Funktionsträgern in der Formation
- Bewegungen der Truppe (Wendungen, Schwenkungen); im Gegensatz dazu gehören die Bewegungen des Einzelnen zum Exerzieren
- Formveränderungen der Truppe (z. B. aus der Marschordnung zur Linie)
- Ermittlung des Zeitbedarfs für die verschiedenen Grundtätigkeiten

Die Elementartaktik umfasst damit die taktischen Grundregeln der jeweiligen Streitkräfte, die sich aus Erfahrung entwickelt und in der Praxis bewährt haben. Sie war und ist international nicht einheitlich, sondern folgt den spezifischen Bedürfnissen der jeweiligen Zeitalter, Nationen oder Streitkräfte. Insbesondere die unterschiedlichen Bedürfnisse und Fähigkeiten der verschiedenen Waffengattungen führten zu einer weiteren Unterscheidung in Taktik der Infanterie, der Kavallerie, der Artillerie und mehr. Die gewöhnlich schriftlich fixierten Regeln und Anordnungen der Elementartaktik werden allen Soldaten, Kriegern oder Kämpfern der jeweiligen Streitkräfte im Rahmen der militärischen Ausbildung vermittelt. Wegen der grundlegenden Bedeutung für einen geordneten Gesamtablauf und das zuverlässige Funktionieren im Gefecht war und ist die bevorzugte Ausbildungsmethode gewöhnlich der Drill.
Im Gegensatz zur angewandten Taktik, die sich mit der Aufstellung oder Verteilung und Bewegung der gesamten Streitkräfte in verschiedenstem Gelände und bei unterschiedlichsten Gelegenheiten befasst, lässt die Elementartaktik geringen oder keinen Raum für schöpferische Akte des militärischen Führers. Sie umfasst neben organisatorischen Bestimmungen ein festgelegtes Handlungsrepertoire, aus dem die Kämpfer nach freier, selbstständiger Einsicht in das Notwendige oder Erfolgversprechende oder auf Kommando ihres Vorgesetzten tätig und in anderer Weise als zuvor wirksam werden können. Daher sind im Bereich der Elementartaktik, auch anders als bei der angewandten Taktik, Aspekte wie Witterung, Feindeinwirkung und Geländehindernisse ohne Bedeutung. Selbst Fragen der gegenseitigen Unterstützung der verschiedenen Truppengattungen im Gefecht (Gefecht der verbundenen Waffen), Sicherung, Märsche und Biwaks gehören nicht in den Bereich der Elementartaktik, sondern zählen bereits zur angewandten Taktik, die sich um die Fragen kümmert, wo und wann man welche Truppen am zweckmäßigsten einsetzen kann.
Beispiele für die Elementartaktik heutiger Heere sind:
- Raupenartiges oder Überschlagendes Vorgehen
- Reihe, Kette, Keil oder Breitkeil (Grundaufstellung von Gefechtsfahrzeugen in der Bewegung)
- Schützenreihe oder Schützenlinie (Formen der geöffneten Ordnung bei der Infanterie)

in der Marine:
- Kiellinie, Dwarslinie, Staffellinie (Flottenformation)

in der Luftwaffe:
- HI-LO-HI, LO-LO-HI, LO-LO-LO (Angriffsprofile von Bombern)